# Országos Szociáldemokrata Párt
Az Országos Szociáldemokrata Párt (kazahul Jalpyulttyq Sotsıal-Demokratııalyq Partııa) egy baloldali, szociáldemokrata párt Kazahsztánban. 2006 végén alakult meg A Naghyz Ak Sol és az Azat Párt egyesüléséből.
A Szocialista Internacionálé tagja.

## Választások
A 2007-es parlamenti választáson mindössze 4,5 százalékot szerzett, amivel a második helyen végzett. A választás győztese a Nur Otan lett, ami Kazahsztán egyeduralkodó pártja.

## Külső hivatkozások
- honlap